# Boršiansky les
Boršiansky les este o arie protejată (arie specială de conservare — SAC, sit de importanță comunitară — SCI) din Slovacia întinsă pe o suprafață de 7,93 ha, integral pe uscat.

## Localizare
Centrul sitului Boršiansky les este situat la coordonatele 48°23′18″N 21°42′31″E / 48.388264°N 21.708538°E.

## Înființare
Situl Boršiansky les a fost declarat sit de importanță comunitară în aprilie 2004 pentru a proteja 6 specii de animale. Situl a fost protejat și ca arie specială de conservare în martie 2004.

## Biodiversitate
Situată în ecoregiunea panonică, aria protejată conține 1 habitat natural: Păduri aluvionare cu Alnus glutinosa și Fraxinus excelsior (Alno-Padion, Alnion incanae, Salicion albae).
La baza desemnării sitului se află mai multe specii protejate:
- păsări (2): Corvus monedula, fluierarul de zăvoi (Tringa ochropus)
- amfibieni (1): buhai de baltă cu burta roșie (Bombina bombina)
- mamifere (1): liliac cărămiziu (Myotis emarginatus)
- nevertebrate (2): rădașcă (Lucanus cervus), Unio crassus

Pe lângă speciile protejate, pe teritoriul sitului au mai fost identificate 1 specie de plante, 1 specie de amfibieni, 8 specii de mamifere, 1 specie de reptile.